# Modèle en couches
En physique nucléaire, le modèle en couches est un modèle du noyau atomique fondé sur le principe d'exclusion de Pauli pour décrire la structure nucléaire sous l'angle des niveaux d'énergie.
Ce modèle a été développé en 1949 à la suite des travaux indépendants de plusieurs physiciens, notamment Eugene Paul Wigner, Maria Goeppert Mayer et J. Hans D. Jensen. Dans ce modèle, les couches nucléaires sont constituées de sous-couches redistribuées par couplage spin-orbite en niveaux d'énergie susceptibles d'expliquer l'origine des nombres magiques observés expérimentalement comme correspondant au nombre de nucléons saturant ces niveaux d'énergie, ce qui conférerait aux nucléides correspondants une stabilité accrue par rapport à la formule de Weizsäcker déduite du modèle de la goutte liquide :
|                     |          |                                    |  |
| Sous-couche 1s 1/2  | 2 états  | → 1re couche : nombre magique = 2  |  |
|                     |          |                                    |  |
| Sous-couche 1p 3/2  | 4 états  |                                    |  |
| Sous-couche 1p 1/2  | 2 états  | → 2e couche : nombre magique = 8   |  |
|                     |          |                                    |  |
| Sous-couche 1d 5/2  | 6 états  |                                    |  |
| Sous-couche 2s 1/2  | 2 états  |                                    |  |
| Sous-couche 1d 3/2  | 4 états  | → 3e couche : nombre magique = 20  |  |
|                     |          |                                    |  |
| Sous-couche 1f 7/2  | 8 états  | → 4e couche : nombre magique = 28  |  |
|                     |          |                                    |  |
| Sous-couche 2p 3/2  | 4 états  |                                    |  |
| Sous-couche 1f 5/2  | 6 états  |                                    |  |
| Sous-couche 2p 1/2  | 2 états  |                                    |  |
| Sous-couche 1g 9/2  | 10 états | → 5e couche : nombre magique = 50  |  |
|                     |          |                                    |  |
| Sous-couche 1g 7/2  | 8 états  |                                    |  |
| Sous-couche 2d 5/2  | 6 états  |                                    |  |
| Sous-couche 2d 3/2  | 4 états  |                                    |  |
| Sous-couche 3s 1/2  | 2 états  |                                    |  |
| Sous-couche 1h 11/2 | 12 états | → 6e couche : nombre magique = 82  |  |
|                     |          |                                    |  |
| Sous-couche 1h 9/2  | 10 états |                                    |  |
| Sous-couche 2f 7/2  | 8 états  |                                    |  |
| Sous-couche 2f 5/2  | 6 états  |                                    |  |
| Sous-couche 3p 3/2  | 4 états  |                                    |  |
| Sous-couche 3p 1/2  | 2 états  |                                    |  |
| Sous-couche 1i 13/2 | 14 états | → 7e couche : nombre magique = 126 |  |
|                     |          |                                    |  |
| Sous-couche 2g 9/2  | 10 états |                                    |  |
| Sous-couche 3d 5/2  | 6 états  |                                    |  |
| Sous-couche 1i 11/2 | 12 états |                                    |  |
| Sous-couche 2g 7/2  | 8 états  |                                    |  |
| Sous-couche 4s 1/2  | 2 états  |                                    |  |
| Sous-couche 3d 3/2  | 4 états  |                                    |  |
| Sous-couche 1j 15/2 | 16 états | → 8e couche : nombre magique = 184 |  |
|                     |          |                                    |  |
N.B. dans ce graphique, chaque niveau d’énergie est appelé couche, mais il ne s’agit pas de couches au sens du nombre quantique principal.